# Pasul Ghimeș
Pasul Ghimeș (maghiară Gyimes-hágó) este o trecătoare din Carpații Orientali localizată la o altitudine de 1153 m (1159 m după alte surse), situată în județul Harghita, la limita dintre Munceii Nășcolat (situați în zona sudică a Munților Hășmaș, aflați la nord - vest) și Munții Ciucului  (aflați la sud - est).

## Repere geografice
La sud - est de trecătoare se găsesc vârful Muntele lui Petru (1456 m), iar la nord - vest de aceasta Muntele Păgânilor (1359 m).
Tot pe valea Trotușului, la est de acest pas, în județul Bacău, se află Pasul Ghimeș-Palanca. Alte pasuri din apropiere sunt: spre sud Pasul Uz, spre vest Pasul Vlăhița și spre nord Pasul Tarcău.

## Rol
Pasul reprezintă un punctul de trecere situat pe culmea Carpaților Orientali, între Depresiunea Ghimeș, aflată în Moldova, și Depresiunea Ciucului, aflată în Transilvania. 
Șoseaua care traversează pasul, DN12A, face legătura între localitățile Miercurea Ciuc și Comănești. Magistrala de cale ferată 501 - care inițial merge paralel cu șoseaua dinspre est - o părăsește descendent înainte de Pasul Ghimeș la Lunca de Jos.

## Oportunități turistice
- Traseul de creastă (Bandă roșie) al Munților Ciucului
- Mănăstirea Făgețel
- Municipiul Miercurea Ciuc